# Карськ (Західнопоморське воєводство)
Карськ (пол. Karsk, нім. Kartzig) — село в Польщі, у гміні Новоґард Голеньовського повіту Західнопоморського воєводства.
Населення — 300 осіб (2011).
У 1975-1998 роках село належало до Щецинського воєводства.

## Демографія
Демографічна структура станом на 31 березня 2011 року:
|          | Загалом | Допрацездатний вік | Працездатний вік | Постпрацездатний вік |
| -------- | ------- | ------------------ | ---------------- | -------------------- |
| Чоловіки | 151     | 42                 | 100              | 9                    |
| Жінки    | 149     | 37                 | 86               | 26                   |
| Разом    | 300     | 79                 | 186              | 35                   |